# Regidor
Der Regidor war in Kastilien ein Ratsmitglied ohne weitere Funktion im Stadtrat (cabildo). Seine Aufgabe bestand darin, die Stadtverwaltung zu kontrollieren, insbesondere die Verwendung der finanziellen Mittel zu überwachen.

## Kastilien
Diese Stadträte (cabildos) bestanden in den freien Städten und in den Orten, die im Besitz der Krone waren. Die Zahl der Regidores veränderte sich mit der Zahl der Pfarrgemeinden und der Bedeutung der Orte.
In Kastilien wurden die Regidores in den königlichen Städten (z. B. in Madrid) direkt von der Krone eingesetzt. Die Ernennung erfolge in den meisten Fällen auf Lebenszeit (perpetuo). Voraussetzung für die Ernennung zum Regidor war, dass der Kandidat ein Hidalgo war, ein gutes sittsames Leben führte, in der Lage war, das Amt auszuführen, und dass er weder Handel noch Gewerbe betrieb (was für einen Adeligen sowieso ausgeschlossen war).

## Kolonien
In Lateinamerika wurden die Regidores von den Konquistadoren bei der Neugründung einer Siedlung eingesetzt. Hier handelte es sich in erster Linie um Offiziere, die sich in diesen Siedlungen niederlassen wollten, meist adelig waren und denen ausreichend Landbesitz zugeteilt wurde. Später wählten die Bürger ihre Regidores, die dann auch den Bürgermeister (alcalde) und andere städtische Beamte aus ihren Reihen bestimmten. Mit dem Lauf der Zeit wurden alle diese Funktionen durch den Gouverneur oder den Generalkapitän (Capitán General) der Provinz verliehen. Sie waren den spanischen Adeligen und ihren in Amerika geborenen Abkömmlingen vorbehalten.
Heute bezeichnet der Begriff Regidor in verschiedenen lateinamerikanischen Staaten (z. B. Mexiko, Honduras) die von der Bevölkerung gewählten Abgeordneten eines Stadtrates.